# Kościół św. Michała Archanioła w Lasocinie
Kościół świętego Michała Archanioła – rzymskokatolicki kościół parafialny należący do dekanatu Zawichost diecezji sandomierskiej.

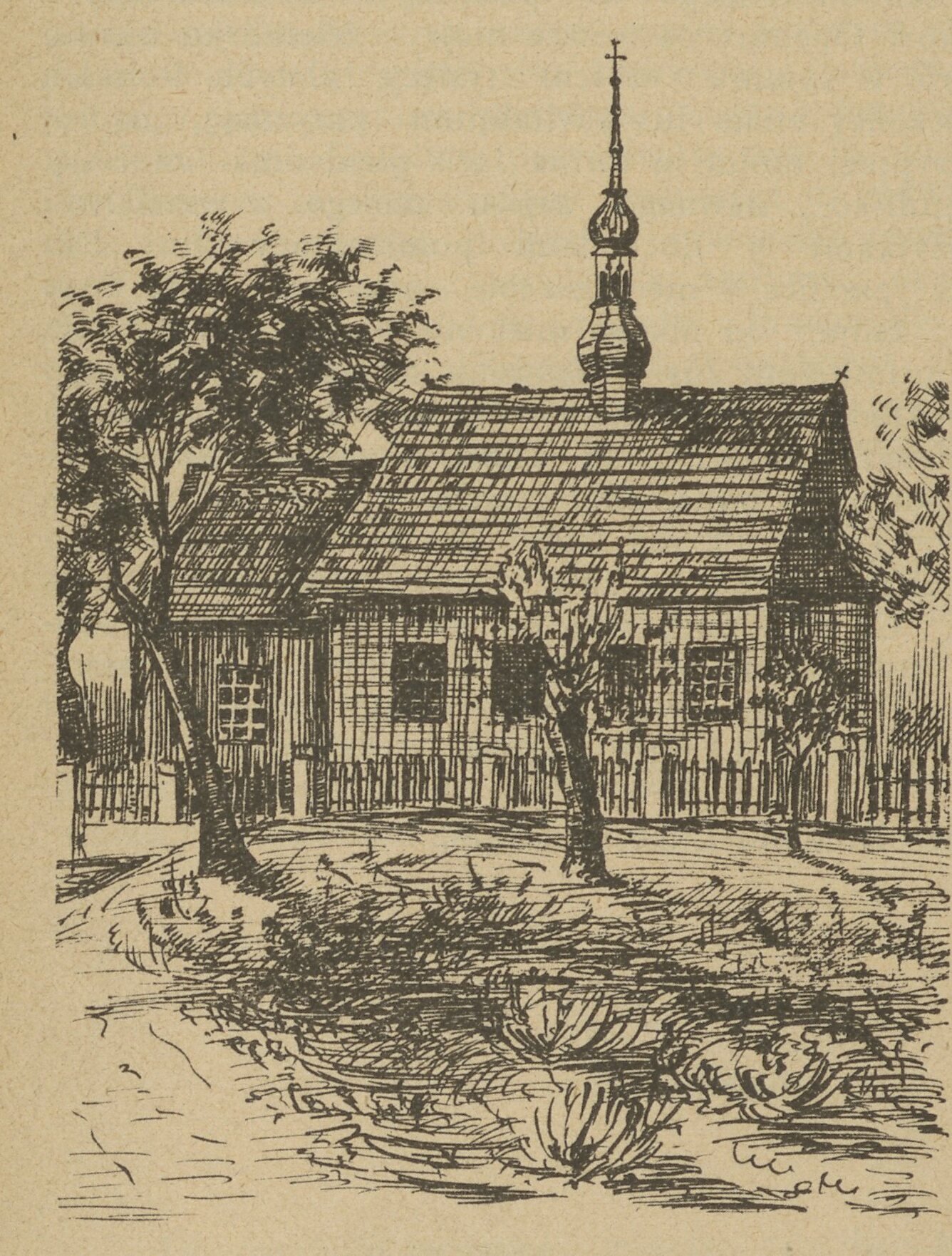
Stary kościół przed 1907

Obecna świątynia została zbudowana na miejscu dawnego kościoła powstałego w 1662 roku. Wybudowano go w latach 1930-1952 według projektu powstałego w 1930 roku. Jesienią 1936 roku rozpoczęto wykopy pod fundamenty oraz zaczęto gromadzić materiał budowlany, a na wiosnę 1937 roku został poświęcony kamień węgielny.
Świątynię długo budowano ze względu na wybuch II wojny światowej. Spowodowało to przerwanie prac budowlanych, a działania wojenne spowodowały zniszczenie dopiero co rozpoczętej budowy kościoła.
Po zakończeniu wojny podjęto ponownie kroki w celu dokończenia budowy świątyni w Lasocinie. No i dzięki staraniom ks. A. Byczkowskiego i ks. J. Jędrasika kościół został oddany do użytku w stanie surowym w 1952 roku.
Świątynia została zbudowana w stylu neoromańskim. Jest to budowla murowana, trzynawowa, posiadająca późnobarokowe detale. W 1992 roku została poddana restauracji.
Dzięki staraniom księdza proboszcza Mirosława Frączka, świątynia w 2011 roku została wyremontowana. Środki z Funduszu Unijnego na ten cel udostępniła Lokalna Grupa Działania Powiatu Opatowskiego.